# Sesame!
Sesame!（セサミ!）は、フィリピンで1983年から1984年にかけて制作されたテレビ番組。

## 概要
最初はオリジナルのセサミストリートのフィリピン語の吹き替え版を1970年に放送していたのを皮切りに、チルドレンズ・テレビジョン・ワークショップ（セサミワークショップ）がフィリピン政府の資金援助を受けて創設となったフィリピン・セサミストリート・プロジェクト（PSSP）による共同制作でこの番組が放送された。英語部分はアメリカ合衆国で撮影され、タガログ語部分はフィリピンで撮影された。
この番組にはカメとサルのマペットが登場しており、これはフィリピン民話にとって重要なキャラクターとされていた。
1984年にフィリピン経済が崩壊したため、この番組への政府の支援は打ち切られた。フィリピンのプロデューサーも、共同制作費の半分を払うことができないまま終わっている。
そこで番組のスタッフの多くがフィリピン子供テレビ財団（PCTVF）を設立した後、1984年に「Batibot」という番組を作った。これはセサミストリートの方式をそのまま採用しており、フィリピンのチームだけで作り上げている。ポン・パゴン、キコ・マツィンという人形も、チルドレンズ・テレビジョン・ワークショップとのライセンス契約を交わした上で継続となっている。
ショーは1時間番組で、半分が英語で半分がタガログ語だった。このコンテンツは、子供たちに「国民意識」を教えるというテーマで放送されていた。

## キャラクター

### マペット
ポン・パゴン
帽子をかぶったかめさん
キコ・マツィング
おさるさん
ビャプス・ビャプス

### 住民たち
アテ・シルヴィア
演 - スーザン・アフリカ